# Dietrich Masteit
Dietrich Masteit (* 19. Januar 1923 in Gülzow, Kreis Cammin; † 24. Juni 2020) war ein deutscher Politiker (SPD).

## Werdegang
Dietrich Masteit stammte aus einer christlich-konservativen Familie, der Vater war Mitglied des „Stahlhelms“ und seine Mutter war Mitglied des „Luisenbunds“. Er selbst wurde schon mit acht Jahren Mitglied der Jugendorganisation „Scharnhorstbund“ des „Stahlhelms“, mit dem „Scharnhorstbund“ wurde er 1934 von der Hitlerjugend (HJ) übernommen. Masteit besuchte ein Gymnasium und legte 1940 das Abitur ab. Anschließend meldete er sich als Freiwilliger bei der Wehrmacht und wurde später Offizier.
Nach dem Zweiten Weltkrieg studierte Masteit ab 1949 Politische Wissenschaften an der Deutschen Hochschule für Politik in West-Berlin und trat auf Anregung von Harry Ristock den „Falken“, 1952 auch der SPD bei. 1953 legte Masteit das Diplom ab und wurde Erzieher, später Jugendverbandssekretär. Zwei Jahre arbeitete er als Sachbearbeiter im Entschädigungsamt Berlin und wurde 1957 persönlicher Referent der Senatorin Ella Kay. Nach ihrem Rücktritt arbeitete er ab 1964 als Dozent bei der Internationalen Begegnungsstätte Jagdschloss Glienicke. 1968 wurde er Direktor der Volkshochschule im Bezirk Kreuzberg.
Bei der Berliner Wahl 1971 wurde Masteit in das Abgeordnetenhaus von Berlin gewählt. Er konnte das Direktmandat im Wahlkreis Charlottenburg 1 gewinnen, 1981 schied er aus dem Parlament aus.
Masteit war ein Streiter für den Nichtraucherschutz.